# Natalia Ryzhenkova
Natalia Ryzhenkova, también transliterado como Natallia Ryzhankova –en ruso, Наталья Рыженкова; en bielorruso, Наталля Рыжанкова– (Magadán, 7 de julio de 1972) es una deportista bielorrusa que compitió en biatlón. Está casada con el biatleta Oleg Ryzhenkov.
Ganó dos medallas en el Campeonato Mundial de Biatlón, oro en 1994 y plata en 1993, y una medalla de bronce en el Campeonato Europeo de Biatlón de 1996.

## Palmarés internacional
| Campeonato Mundial | Campeonato Mundial   | Campeonato Mundial | Campeonato Mundial |
| Año                | Lugar                | Medalla            | Prueba             |
| ------------------ | -------------------- | ------------------ | ------------------ |
| 1993               | Borovets (Bulgaria)  | Medalla de plata   | Equipo             |
| 1994               | Canmore (Canadá)     | Medalla de oro     | Equipo             |
| Campeonato Europeo |                      |                    |                    |
| Año                | Lugar                | Medalla            | Prueba             |
| 1996               | Val Ridanna (Italia) | Medalla de bronce  | Relevo             |